# DSA-276
La DSA-276 es una carretera perteneciente a la Red Secundaria de la Diputación Provincial de Salamanca que une la  DSA-280  con la localidad de Pinedas.

## Origen y Destino
La carretera  DSA-276  tiene su origen en Colmenar de Montemayor en la intersección con la carretera  DSA-280 , y termina en el casco urbano de Pinedas, formando parte de la Red de carreteras de Salamanca.